# Du sang sur le tapis vert
Pour plus de détails, voir Fiche technique et Distribution.
Du sang sur le tapis vert (titre original : Backfire) est un film américain réalisé par Vincent Sherman, sorti en 1950.

## Synopsis
Bob Corey, sorti d'une opération après la guerre, apprend que son ami, Steve Connolly, est impliqué dans une affaire d'assassinat. Il découvre vite qu'une série de meurtres a été commise par un joueur renommé et que Steve est accusé à tort.

## Fiche technique
- Titre : Du sang sur le tapis vert
- Titre original : Backfire
- Réalisation : Vincent Sherman
- Scénario : Ben Roberts, Ivan Goff, d'après une histoire de Larry Marcus
- Photographie : Carl E. Guthrie
- Montage : Thomas Reilly
- Musique : Daniele Amfitheatrof
- Directeur artistique : Anton Grot
- Décors : William Wallace
- Costumes : Milo Anderson, Leah Rhodes
- Producteur : Anthony Veiller
- Société de production : Warner Bros Pictures
- Format : Noir et blanc — 35 mm — 1,37:1 — Son : Mono (RCA Sound System)
- Genre : Film policier, Film noir, Thriller
- Durée : 91 minutes
- Date de sortie : 
  - États-Unis : 11 février 1950

## Distribution
- Virginia Mayo : Julie Benson
- Gordon MacRae : Bob Corey
- Edmond O'Brien : Steve Connolly
- Dane Clark : Ben Arno
- Viveca Lindfors : Lysa Radoff
- Ed Begley : Chef de police Garcia
- Frances Robinson : Mme Blayne
- Richard Rober : Solly Blayne
- Sheila MacRae : Bonnie Willis
- David Hoffman : Burns
- Monte Blue : Détective Pluther
- Ida Moore : Sybil
- Leonard Strong : Lee Quong
- Harry Woods : Dick Manning
- John Ridgely